# Кіновсесвіт Людини-павука від Sony
Кіновсесвіт Людини-павука від Sony (англ. Sony's Spider-Man Universe, SSU) — вигаданий усесвіт, американська медіафраншиза та серія супергеройських фільмів, що заснована на тих персонажах коміксів Marvel, які пов'язані з Людиною-павуком і права на яких належать кінокомпанії Sony.

## Історія
Робота над розширеним всесвітом із використанням персонажів другого плану з фільмів «Людина-павук» почалася в грудні 2013 року. Sony Pictures планували запустити серію спінофів після виходу фільму «Нова Людина-павук 2. Висока напруга», проте після відносного фінансового провалу цього фільму, від цих планів відмовилися. У лютому 2015 року Sony оголосила про угоду з Marvel Studios про співпрацю над майбутніми фільмами про Людину-павука та про інтеграцію персонажа у кіновсесвіт Marvel. Завдяки цій угоді, спільно було випущено фільми: «Людина-павук: Повернення додому» (2017), «Людина-павук: Далеко від дому» (2019) та «Людина-павук: Додому шляху нема» (2021). В цей же самий час, Sony окремо випустила фільм «Веном» (2018), який став першим фільмом окремого кіновсесвіту Sony. Дві студії переглянули свою угоду у 2019 році, і домовилися, що Людина-павук буде в обох кіновсевітах: Marvel і Sony. Наступні фільми, які були випущені в рамках кіновсесвіту Sony, «Веном 2: Карнаж» (2021) і «Морбіус» (2022), мають сцени після титрів, в яких присутні елементи з кіновсевіту Marvel. У 2024 році в прокат вийшли фільми «Мадам Павутина», «Веном: Останній танець» та «Крейвен-мисливець», у яких з'явилися додаткові персонажі, пов'язані з Людиною-павуком у коміксах.
Більшість фільмів кіновсесвіту були сприйняті погано: «Веном», «Морбіус», «Мадам Павутина» та «Крейвен-мисливець» отримали негативні відгуки від критиків, тоді як сиквели «Венома» отримали змішані відгуки. Франшиза зібрала понад 2,1 мільярда доларів у всьому світі, причому фільми про Венома були комерційно успішними, натомість «Морбіус» і «Мадам Павутина» зазнали комерційного провалу. Станом на кінець 2024 року Sony більше не розробляє подальших проєктів для франшизи, проте Sony Pictures Television продовжує займатися виробництвом телевізійного серіалу «Павук-Нуар», події якого відбувається в тому ж всесвіті.

## Фільми
| Фільм                  | Прем'єра в Україні | Режисер          | Сценаристи                                                 | Продюсери                                                                |
| ---------------------- | ------------------ | ---------------- | ---------------------------------------------------------- | ------------------------------------------------------------------------ |
| Веном                  | 4 жовтня 2018      | Рубен Флейшер    | Джефф Пінкнер, Скотт Розенберг, Келлі Марсель              | Аві Арад, Емі Паскаль, Метт Толмач                                       |
| Веном 2: Карнаж        | 14 жовтня 2021     | Енді Серкіс      | Келлі Марсель                                              | Аві Арад, Емі Паскаль, Метт Толмач, Келлі Марсел, Том Гарді, Гатч Паркер |
| Морбіус                | 24 березня 2022    | Даніель Еспіноса | Метт Сазамама, Берк Шарплесс                               | Аві Арад, Метт Толмач, Лукас Фостер                                      |
| Мадам Павутина         | 16 лютого 2024     | С. Дж. Кларксон  | Метт Сазамама, Берк Шарплесс, Клер Паркер, С. Дж. Кларксон | Лоренцо ді Бонавентура                                                   |
| Веном: Останній танець | 25 жовтня 2024     | Келлі Марсель    | Келлі Марсель                                              | Аві Арад, Емі Паскаль, Метт Толмач, Келлі Марсел, Том Гарді, Гатч Паркер |
| Крейвен-мисливець      | 13 грудня 2024     | Джей Сі Чандор   | Арт Маркум, Метт Голловей, Річард Венк                     | Аві Арад, Метт Толмач, Девід Гаусголтер                                  |

## Телесеріали
| Серіал     | Сезон | Кількість епізодів | Дата показу     | Дата показу  | Шоуранер                  | Статус   |
| Серіал     | Сезон | Кількість епізодів | Прем'єра сезону | Фінал сезону | Шоуранер                  | Статус   |
| ---------- | ----- | ------------------ | --------------- | ------------ | ------------------------- | -------- |
| Павук-Нуар | 1     | 8                  | TBA             | TBA          | Орен Узіель, Стів Лайтфут | Знімання |